# Viatge a l'Infern d'en Pere Porter

El Viatge a l'Infern d'en Pere Porter és un relat anònim de començament del segle XVII, que, utilitzant elements folklòrics i literaris, denuncia la corrupció de l'administració de justícia de l'època.